# 在日本朝鮮人連盟

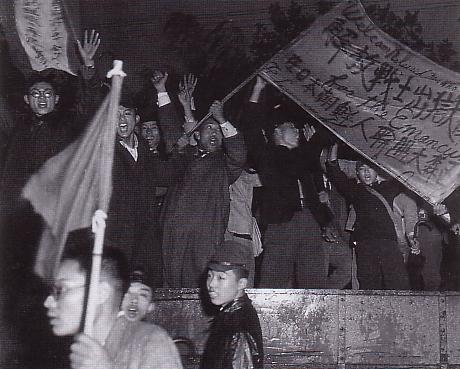
金天海釈放を歓迎し、GHQ前で万歳を叫ぶ朝鮮人たち

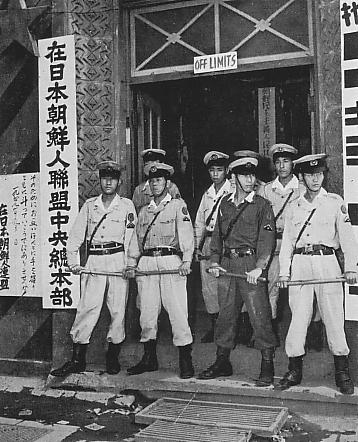
解散命令を受け、朝聯会館を封鎖する警視庁予備隊

在日本朝鮮人連盟（ざいにほんちょうせんじんれんめい、재일조선인련맹/재일조선인연맹）は、1945年（昭和20年）10月15日に結成され、連合国軍最高司令官総司令部（GHQ）占領下の日本で1949年（昭和24年）9月8日に解散させられた日本在住の朝鮮人によって組織された団体。略称は「朝連（ちょうれん、チョリョン、조련）」。「共和国に直結しよう」をスローガンに掲げていた。

## 概要
1945年（昭和20年）10月15日、日比谷公会堂において全国各地の代表4000人が結集し、在日本朝鮮人連盟が結成された。結成時の綱領は「新朝建設に献身的努力を期す」「世界平和の恒常的維持を期す」「在日同胞の生活安定を期す」「帰国同胞の便宜と秩序を期す」「日本国民との互譲友誼を期す」「目的達成のために大同団結を期す」の6項目だった。最高顧問に金天海が、神奈川県本部委員長に韓徳銖（後の在日本朝鮮人総聯合会（朝鮮総連）議長）がそれぞれ就任した。東京駅八重洲口に在日本朝鮮人聯盟中央本部（朝聯会館）が設置された。付属の教育機関として、朝連中央高等学院を東京都北多摩郡狛江村（現、狛江市）に有した。
日本共産党内にあった「民族対策部」という部署の構成員が在日朝鮮人連盟のメンバーで、戦後の日本共産党再建資金を調達していた。日本共産党民族対策部は、日本統治下時代の京城府（ソウル）で結成された朝鮮共産党日本総局から繋がる組織であった。在日朝鮮人連盟は日本共産党の尖兵として、武生事件では裁判所や検察庁を焼き討ちをするなど、終戦後の混乱が続く日本国内各地で暴行・略奪・窃盗・官公署への横暴な態度と不当な要求・建築物の不法占拠・汽車、電車、バスなどの不法乗車・人民裁判などを引き起こした。
南朝鮮単独の選挙を非難する一方で朝鮮民主主義人民共和国建国を支持し、建国時には祝賀事業を行った。1948年（昭和23年）12月23日には北朝鮮に派遣された慶祝団は金日成主席との会見を実現させている。
1945年（昭和20年）9月30日にはGHQが「朝鮮人連盟発行の鉄道旅行乗車券禁止に関する覚書」で、朝連が「治外法権的地位にないこと」を発表しており、1949年（昭和24年）9月8日にはGHQにより団体等規正令の「暴力主義的団体」として解散を命じられ、その資産は没収されることになった。この時にGHQが「戦勝国民」（アメリカ人）でも「敗戦国民」（日本人）でもない「第三国民である」と規定したことから、彼らが「三国人」と呼ばれるようになった。
資産の明け渡しは翌1950年にかけて行われたが、連盟名古屋支部は建物の引き渡しに抵抗。同年11月27日には、朝鮮人学校生と約200人が愛知県庁に押し寄せ引き渡し拒否を訴えた。
その後は、後継団体として在日朝鮮統一民主戦線が結成され、後に在日本朝鮮人総聯合会へと発展していった。